# Красько Ісай Юхимович
Ісай Юхимович Красько (20 лютого 1922, Харків, Українська РСР — 2 лютого 2002) — радянський та український учений-правознавець, спеціаліст у галузі цивільного права. Доктор юридичних наук (1983), професор (1985), професор кафедри цивільного права Національної юридичної академії України імені Ярослава Мудрого. Учасник Великої Вітчизняної та радянсько-японської воєн.

## Життєпис
Ісай Красько народився 2 лютого 1922 року в Харкові. У 1939 році вступив до Харківського юридичного інституту, який закінчив у 1943 році. Після закінчення інституту вступив туди ж до аспірантури.
Був учасником Великої Вітчизняної та радянсько-японської воєн. Служив у лавах Червоної армії з 5 червня 1944 року, мав звання молодшого лейтенанта.
Ісай Юхимович Красько помер 2 лютого 2002 року.

## Нагороди
Ісай Юхимович був удостоєний ордена Вітчизняної війни II ступеня (6 листопада 1945), а також медалей: «За перемогу над Німеччиною у Великій Вітчизняній війні 1941—1945 рр.» (1945), «За перемогу над Японією» (1946), «Двадцять років Перемоги у Великій Вітчизняній війні 1941—1945 рр.» (1965), «50 років Збройних Сил СРСР» (1967) та «За доблесну працю. В ознаменування 100-річчя від дня народження Володимира Ілліча Леніна» (1970).